# Osservatorio di Colleverde
L'osservatorio di Colleverde è stato un osservatorio astronomico italiano situato nell'omonima località nel comune di Guidonia Montecelio, alle coordinate 41°59′01.84″N 12°37′05.88″E. Il suo codice MPC è 596 Colleverde di Guidonia.
L'osservatorio nasce nel 1981 per iniziativa privata dell'astronomo Vincenzo Silvano Casulli. L'osservatorio è rimasto operativo fino al 2003 quando il fondatore si è trasferito a Borbona fondando l'osservatorio astronomico di Vallemare di Borbona.
Il Minor Planet Center lo accredita per le scoperte di due asteroidi effettuate tra il 1994 e il 2000. Inoltre, da questo osservatorio, Casulli ha compiuto una gran parte delle scoperte a lui direttamente attribuite.
| 7529 Vagnozzi    | 16 gennaio 1994 |
| 53843 Antjiekrog | 30 marzo 2000   |